# Флаг Кимр
Флаг муниципального образования «Город Ки́мры Тверской области» Российской Федерации — опознавательно-правовой знак, служащий официальным символом муниципального образования.
Флаг утверждён 28 сентября 2006 и внесён в Государственный геральдический регистр Российской Федерации с присвоением регистрационного номера 2658.

## Описание
«Прямоугольное полотнище с соотношением ширины к длине 2:3, состоящее из двух горизонтальных полос: голубого и золотого цветов, в соотношении полос 2:1, с двухсторонним изображением в центре голубой полосы золотой ладьи с белым парусом и золотым вымпелом о двух косицах, обращённой вправо к древку. Габаритная ширина изображения ладьи 1/4 длины флага. Ниже помещено изображение трёх пар, стоящих, на золотой полосе, золотых же сапог (сапоги в паре развёрнуты друг от друга). На золотой полосе изображены такие же опрокинутые три пары голубых сапог, положенных под сапогами, поставленных на золотую полосу».
На информационном сайте Администрации города Кимры приведено изображение флага с пятью парами сапог, как на голубой, так и на золотой полосах.

## Символика
Голубая полоса символизирует водные богатства, красоту города, основанного на реке Волге, при впадении в неё реки Кимрки.
Золотая ладья с парусом и вымпелом аллегорически указывает на возникновение села Кимры, известного с 1546 года, как торгового и ремесленного центра. Кроме того, ладья означает старый волжский торговый путь — важнейшей экономической артерии средневековой Руси.
Пары сапог символизируют город как исторический центр сапожного промысла, благодаря которому Кимры получили всероссийскую известность. Противопоставление золотых и голубых пар сапог означает деление города, расположенного по обеим сторонам реки Волги, на две части: Кимры и Савёлово.
Золото — символ богатства, процветания, достоинства и верности традиции.